# François Daviet de Foncenex
François Daviet, o ancora Pierre-Marie-François Daviet de Foncenex (Thonon-les-Bains, 1734 – Casale Monferrato, 1798), è stato un matematico e militare italiano.

## Biografia
Nacque a Tonone, in Alta Savoia, dal 1720 Ducato di Savoia e Regno di Sardegna, con capitale in Torino. Fu un allievo della Accademia Reale di Torino, studiando matematica sotto la guida del giovane Lagrange. In seguito Daviet de Foncenex divenne capitano di fregata e luogotenente colonnello di fanteria.
Fra il 1790 e il 1791 fu governatore di Sassari. Nel 1791 ottenne il comando del porto di Villafranca Marittima, allora possedimento sardo-piemontese. Nel 1792, partecipò a fianco dei Savoia alla guerra contro l'esercito della Rivoluzione francese.
In matematica, si interessò ai numeri immaginari, ai logaritmi e ai fondamenti della meccanica, lasciando due Memorie scritte.
Nel 1759 diventò socio dell'Accademia delle Scienze di Torino.
Morì a Casale Monferrato nel 1798 o nel 1799.

## Opere
- Mémoire sur les logarithmes des quantités négatives (1760)
- Éclaircissements sur les quantités imaginaires (1761)
- Récit d'une foudre ascendante éclatée sur la tour du fanal de Villefranche (1789)
- Principes fondamentaux sur la mécanique (1799)